# FTHL17
FTHL17 (англ. Ferritin heavy chain like 17) – білок, який кодується однойменним геном, розташованим у людей на короткому плечі X-хромосоми. Довжина поліпептидного ланцюга білка становить 183 амінокислот, а молекулярна маса — 21 142.
| 10         |  | 20         |  | 30         |  | 40         |  | 50         |
| ---------- |  | ---------- |  | ---------- |  | ---------- |  | ---------- |
| MATAQPSQVR |  | QKYDTNCDAA |  | INSHITLELY |  | TSYLYLSMAF |  | YFNRDDVALE |
| NFFRYFLRLS |  | DDKMEHAQKL |  | MRLQNLRGGH |  | ICLHDIRKPE |  | CQGWESGLVA |
| MESAFHLEKN |  | VNQSLLDLYQ |  | LAVEKGDPQL |  | CHFLESHYLH |  | EQVKTIKELG |
| GYVSNLRKIC |  | SPEAGLAEYL |  | FDKLTLGGRV |  | KET        |  |            |

A: Аланін

C: Цистеїн

D: Аспарагінова кислота

E: Глутамінова кислота

F: Фенілаланін

G: Гліцин

H: Гістидин

I: Ізолейцин

K: Лізин

L: Лейцин

M: Метіонін

N: Аспарагін

P: Пролін

Q: Глутамін

R: Аргінін

S: Серин

T: Треонін

V: Валін

W: Триптофан

Білок має сайт для зв'язування з іонами металів, іоном заліза. 